# Częstochowa (stacja kolejowa)
Częstochowa – największa stacja kolejowa Częstochowy, znajdująca się na Śródmieściu. W latach swojej budowy była jednym z najnowocześniejszych dworców kolejowych w Polsce. W klasyfikacji PKP należał do dworców kategorii A, czyli obsługujących ponad 2 miliony pasażerów rocznie, a od 2015 roku działa jako dworzec kategorii „P” (premium). Stacja jest jedną z najważniejszych w południowej Polsce, obsługującą połączenia lokalne i dalekobieżne w ruchu krajowym i międzynarodowym.

## Ruch pasażerski
| Rok  | Wymiana roczna | Wymiana pasażerska na dobę | Miejsce w Polsce |
| ---- | -------------- | -------------------------- | ---------------- |
| 2017 | 3 720 000      | 10 200                     | 21.              |
| 2018 | 3 650 000      | 10 000                     | 20.              |
| 2019 | 3 940 000      | 10 800                     | 26.              |
| 2020 | 2 050 000      | 5500                       | 28.              |
| 2021 | 2 520 000      | 6900                       | 30.              |
| 2022 | 3 394 500      | 9300                       | 30.              |
| 2023 | 3 686 500      | 10 100                     | 29.              |
| 2024 | 3 513 600      | 9600                       | 38.              |

## Historia

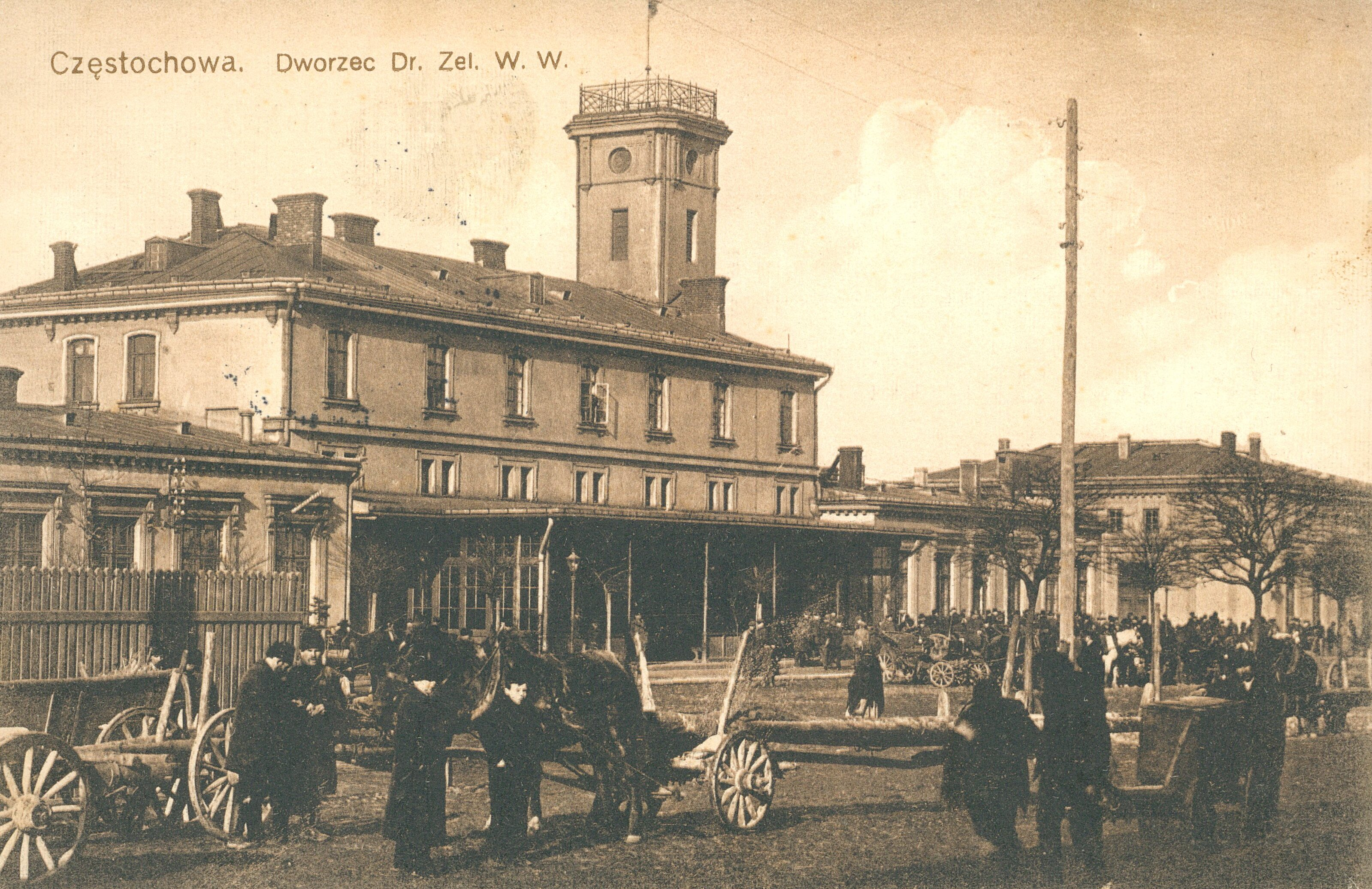
Dworzec w 1918 roku

Pierwszy dworzec wzniesiono w latach 1845–1846 podczas budowy kolei warszawsko-wiedeńskiej. Miał charakter późnoklasycystyczny i kształtem przypominał lokomotywę – jego środkowa część miała piętro i kwadratową wieżę, natomiast boczne pawilony były parterowe. W 1852 zainstalowano na dworcu telegraf. W 1873 roku dworzec został powiększony, a następnie rozbudowany przez arch. Czesława Domaniewskiego. Na początku XX wieku został przebudowany przez Czesława Domaniewskiego. W czasie wojny polsko-bolszewickiej wojskowym komendantem stacji kolejowej był kpt. Antoni Malinowski. Pierwszy pociąg elektryczny wjechał na stację w 1956 roku. Dworzec rozebrany został pod koniec lat 70. XX wieku. Z pierwotnych zabudowań ocalały budynek pomocniczy nazywany konduktorownią i dawny szalet. Decyzja o budowie nowego dworca zapadła w połowie lat 70., gdy miasto zostało stolicą województwa. W wyniku ogólnopolskiego konkursu architektonicznego zdecydowano, że projektantem nowego dworca zostanie krakowski architekt Ryszard Frankowicz wraz z zespołem 16 współpracowników. Pierwsze prace w tym kierunku zaczął prowadzić na przełomie lat 70. i 80., gdy m.in. na potrzeby nowego budynku dworcowego wyburzono budynek stacyjny powstały w czasach budowy kolei warszawsko-wiedeńskiej. Po upadku socjalizmu planowaną po wschodniej stronie torów część przeznaczoną na biura kolejowe mocno zmniejszono, w efekcie czego dokonane już wyburzenie starego dworca okazało się zbędne. Równocześnie w pawilonie zachodnim zaprojektowano pomieszczenia z przeznaczeniem na cele komercyjne.
Budowa obecnego dworca kolejowego została rozpoczęta przez Śląską DOKP w Katowicach i trwała od roku 1989 do 1996, przy czym główny gmach plac przed nim rozpoczęto budować w 1994 roku. Pasaż z poczekalniami nad torami oddano do użytku w 1991 na VI Światowe Dni Młodzieży, a pozostałą część 9 listopada 1996 roku, w 150. rocznicę dotarcia kolei do Częstochowy. Uroczyście otworzył ją ówczesny prezydent Polski Aleksander Kwaśniewski. 24 maja 1997 r. przed dworcem odsłonięto pomnik z popiersiem Władysława Biegańskiego, dzieło Szymona Wypycha.
W lipcu 2019 r. SARP Częstochowa i PKP SA ogłosiły konkurs na koncepcję realizacyjną nowego dworca kolejowego i studialnego opracowania zagospodarowania dla terenów po zachodniej stronie torów, w tym obszaru dworca autobusowego.

## Linie kolejowe
Przez stację przechodzą następujące linie kolejowe:
- 1 Warszawa Centralna – Katowice (zelektryfikowana linia łącząca Śląsk z Mazowszem poprzez województwo łódzkie)
- 700 Częstochowa – Częstochowa Stradom
- 701 Częstochowa – posterunek odgałęźny Kucelinka (linie łączące Wiedenkę z protezą koniecpolską)

## Budynek
Projektantem obecnego, postmodernistycznego budynku dworca jest krakowski architekt Ryszard Frankowicz.
Dworzec ma powierzchnię 3186 m² i kubaturę 41 tys. m³, a konstrukcja dachowa jest wsparta na 22 kolumnach o wysokości 11,5 m i średnicy 1 m.
Dworzec jest dworcem przelotowo-czołowym. Obok peronu pierwszego wyróżniony jest także peron 1a nazywany kieleckim. Przy peronie 1a znajduje się jedyny nieprzelotowy tor.
Na dworcu znajduje się ogólnodostępna kaplica, w której regularnie odprawiane są nabożeństwa.

## Ruch pociągów

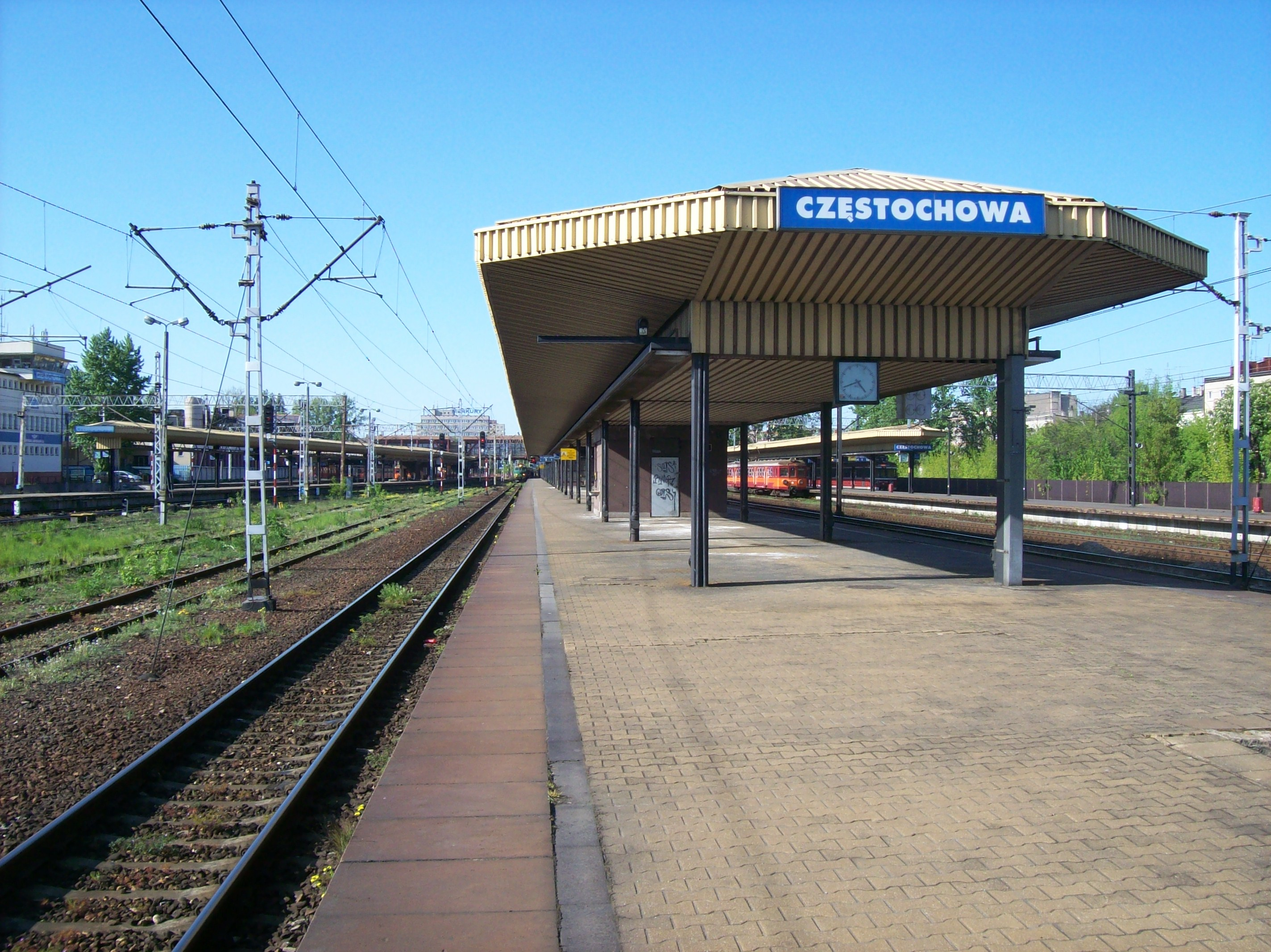
Widok na perony na stacji Częstochowa (2009)

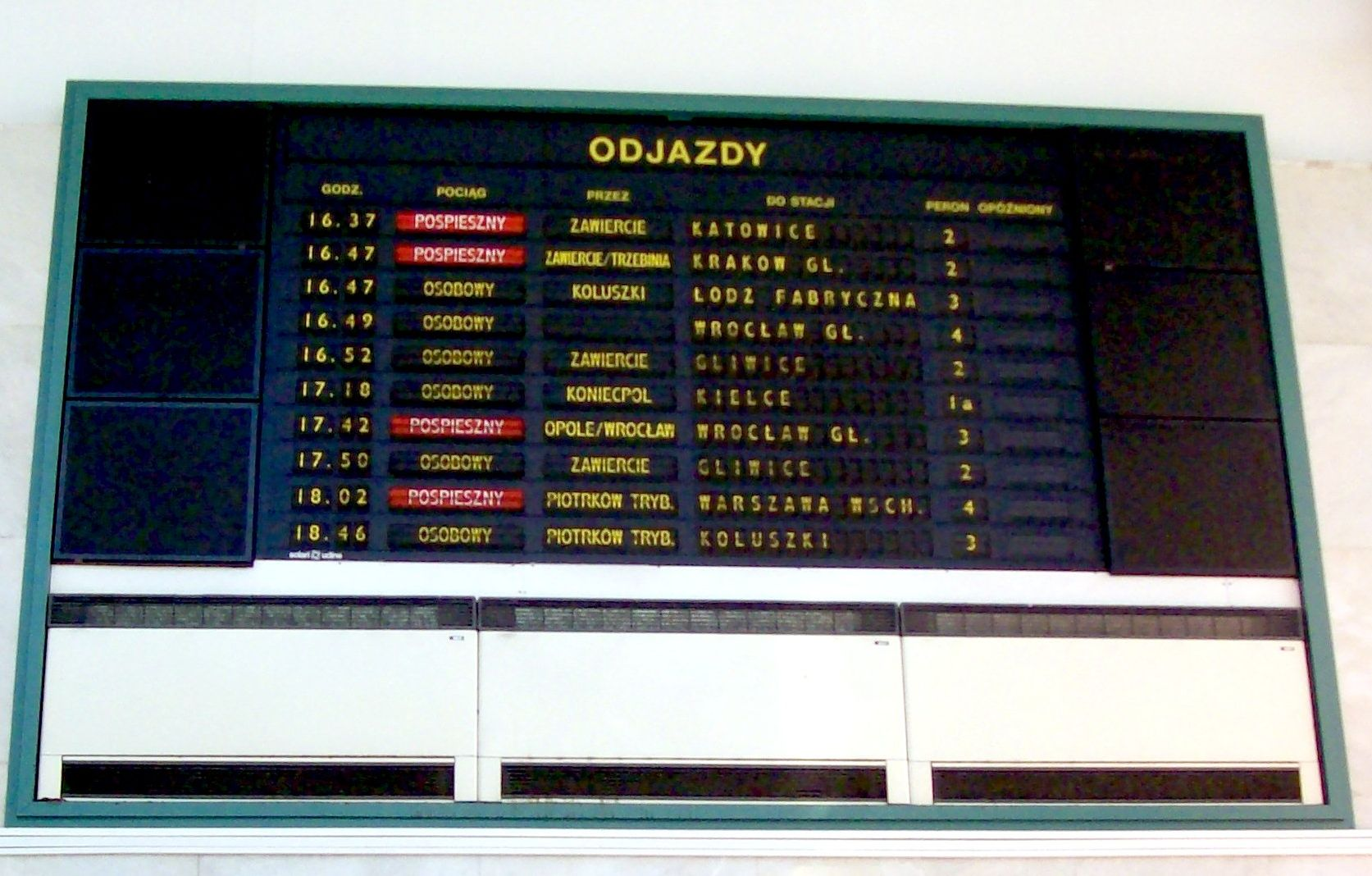
Elektromechaniczna tablica z odjazdami pociągów na stacji w Częstochowie (2009)

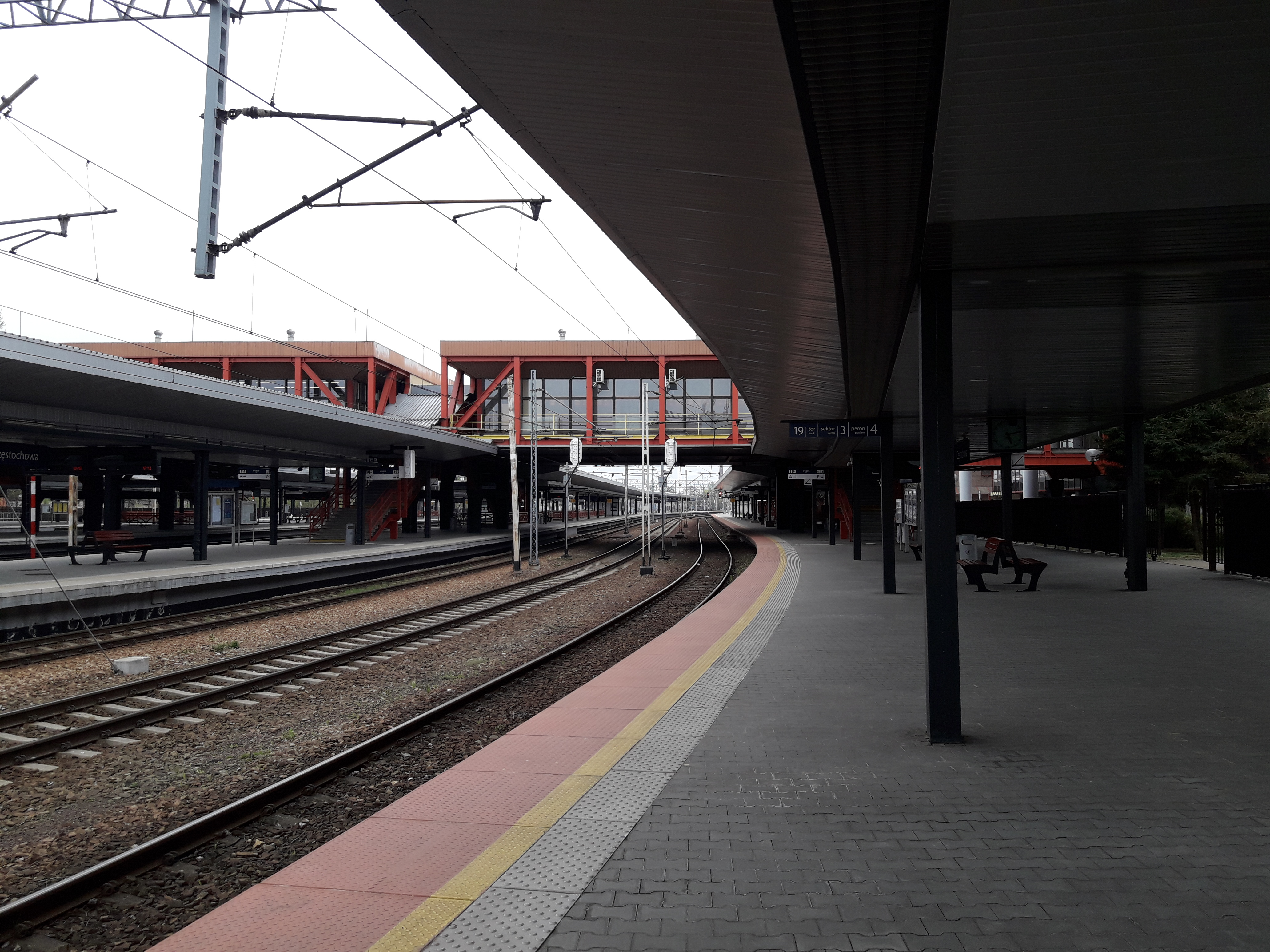
Widok na perony na stacji Częstochowa (2018)

Na stacji Częstochowa zatrzymują się pociągi TLK i IC spółki PKP Intercity, regio spółki Polregio, a także składy Kolei Śląskich.

## Galeria

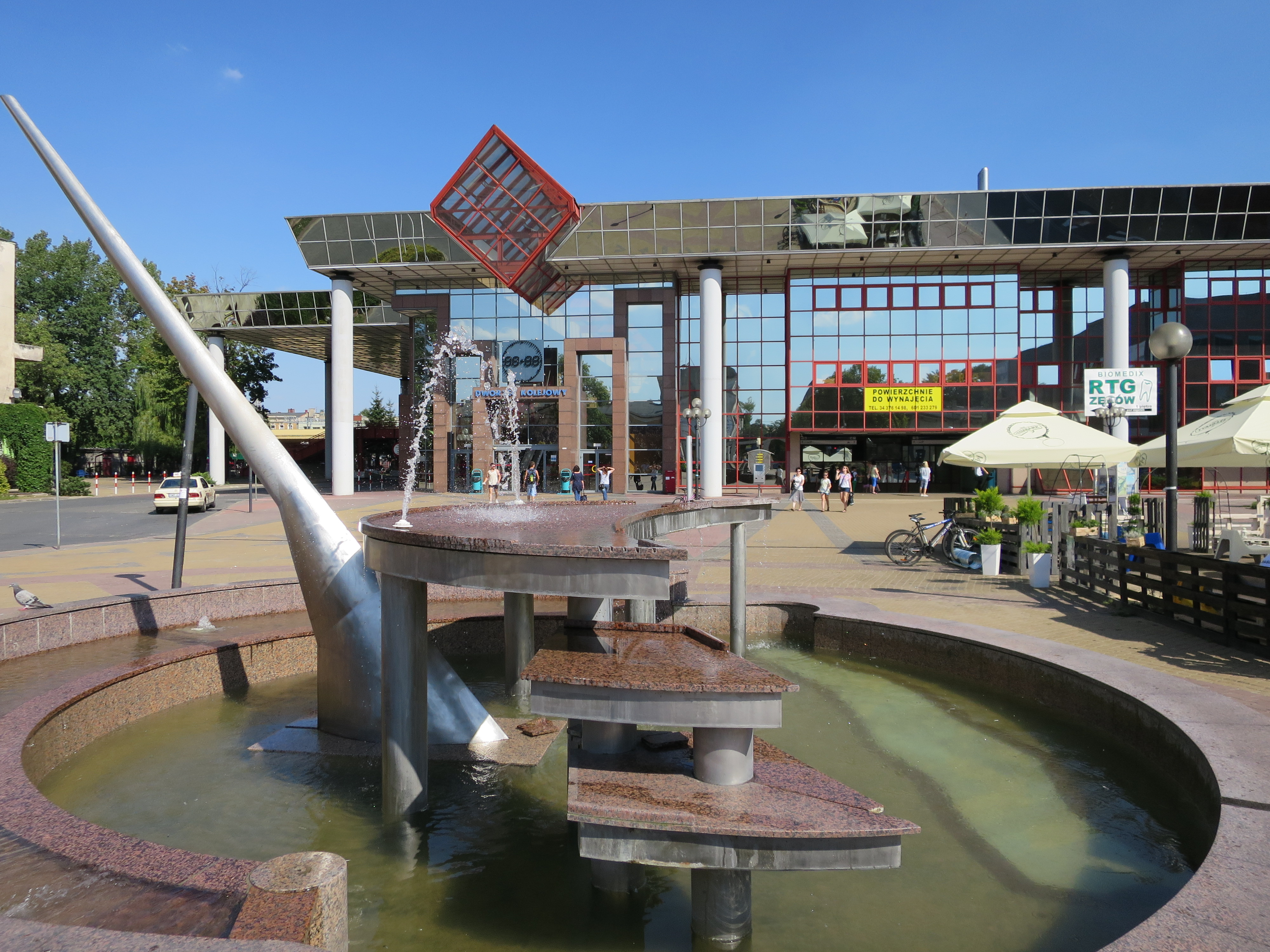
Fontanna „zegar słoneczny”
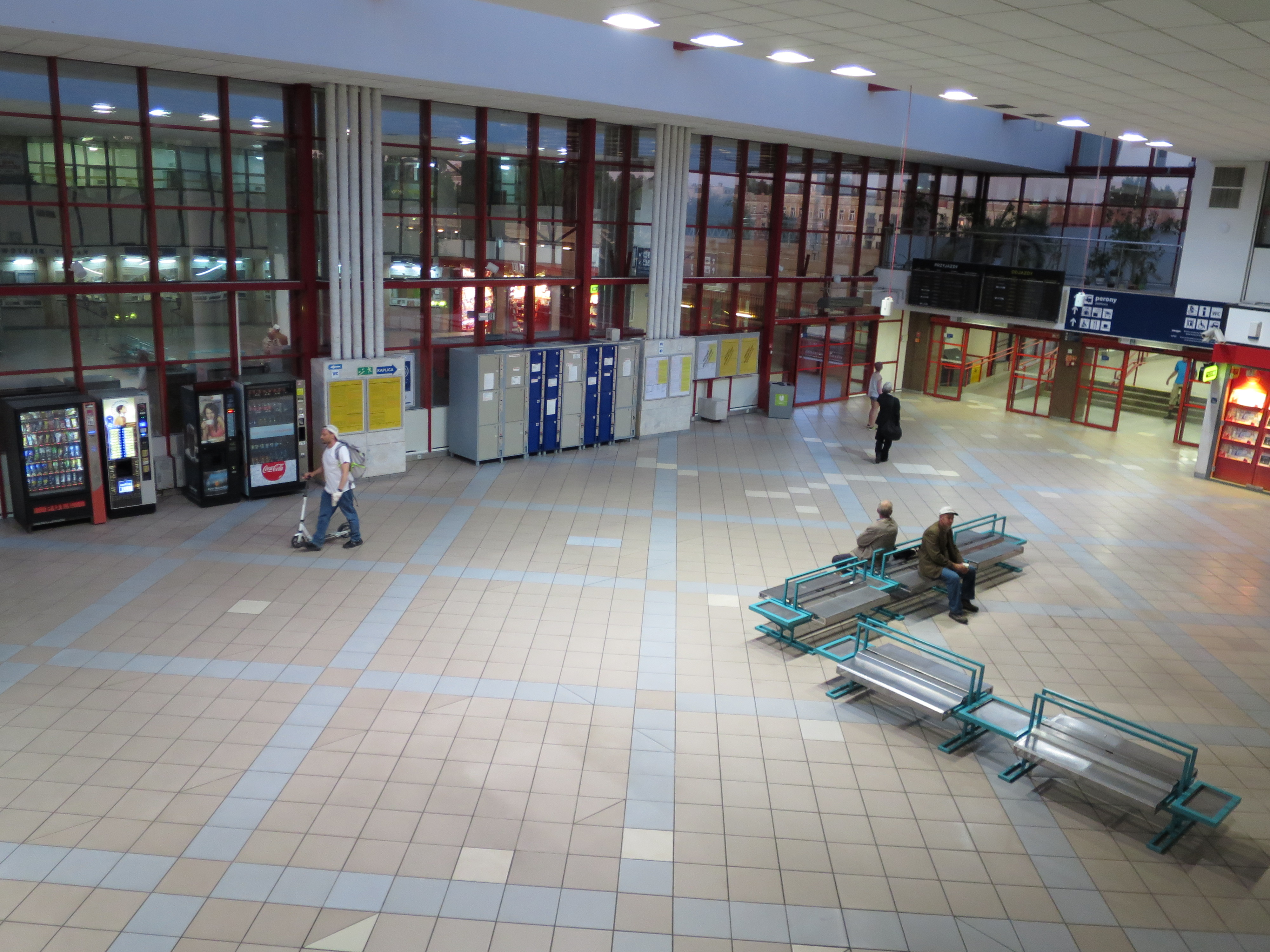
Hala główna
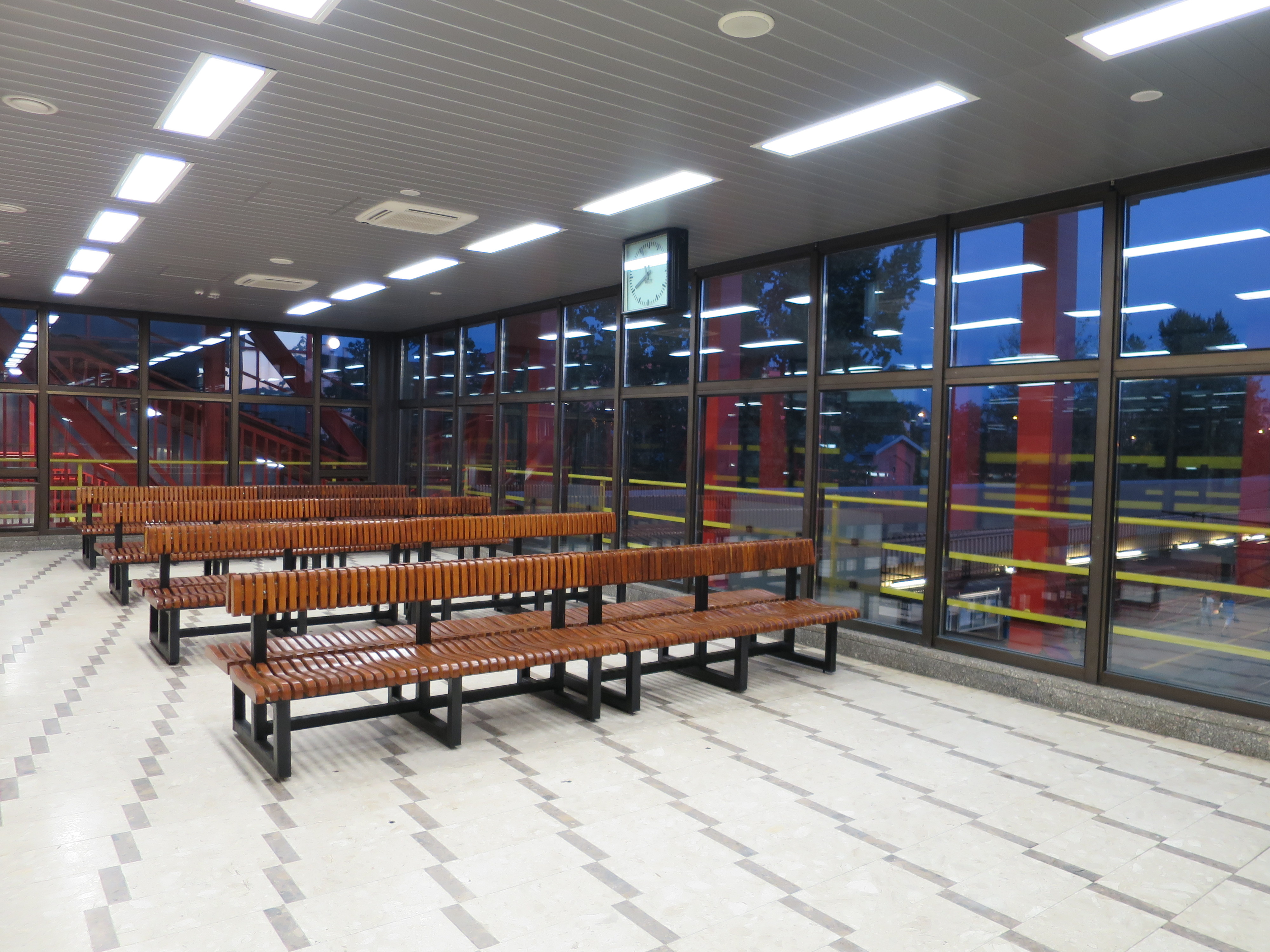
Poczekalnia w pasażu nad torami
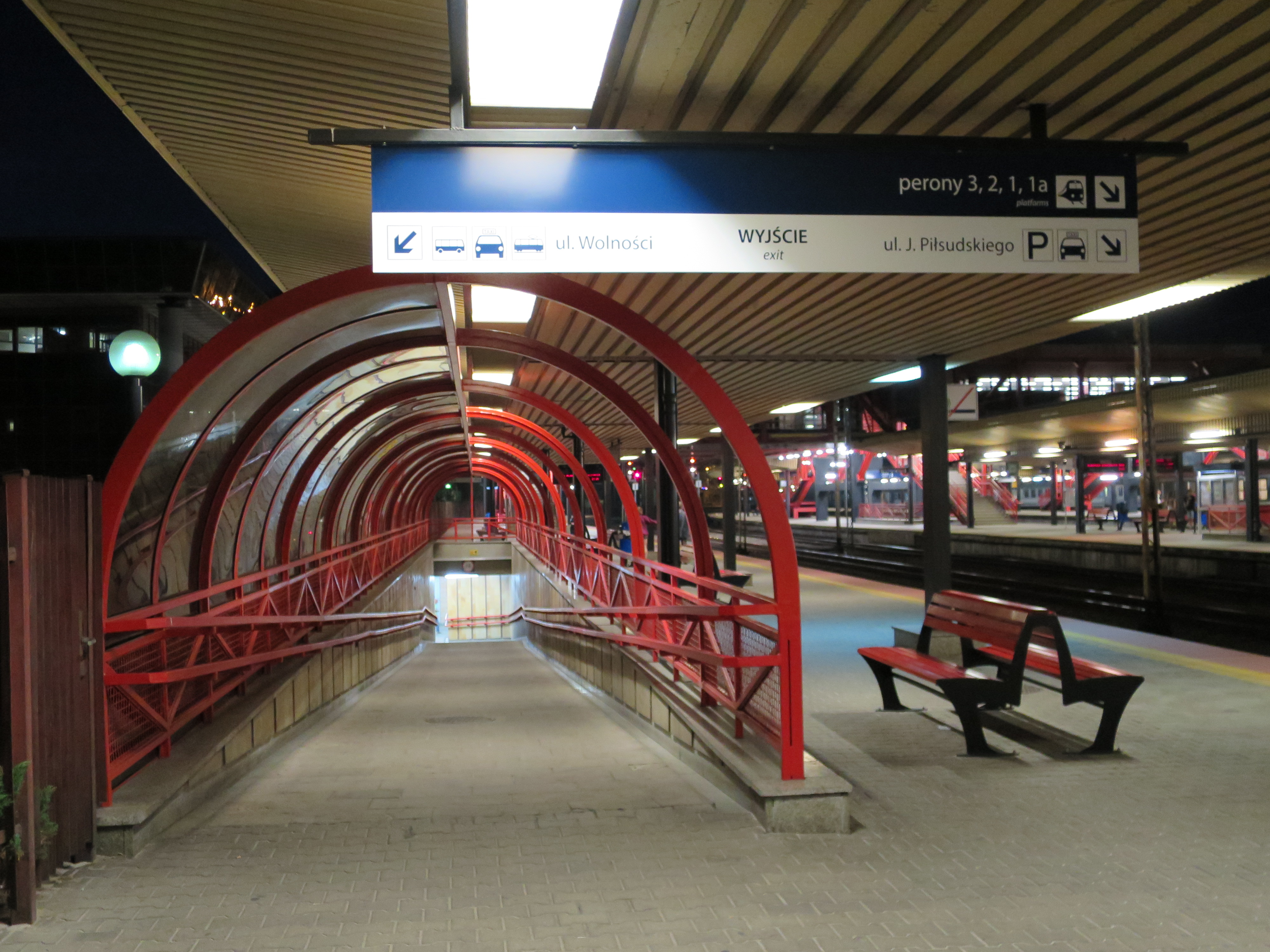
Podjazd dla osób o ograniczonej mobilności
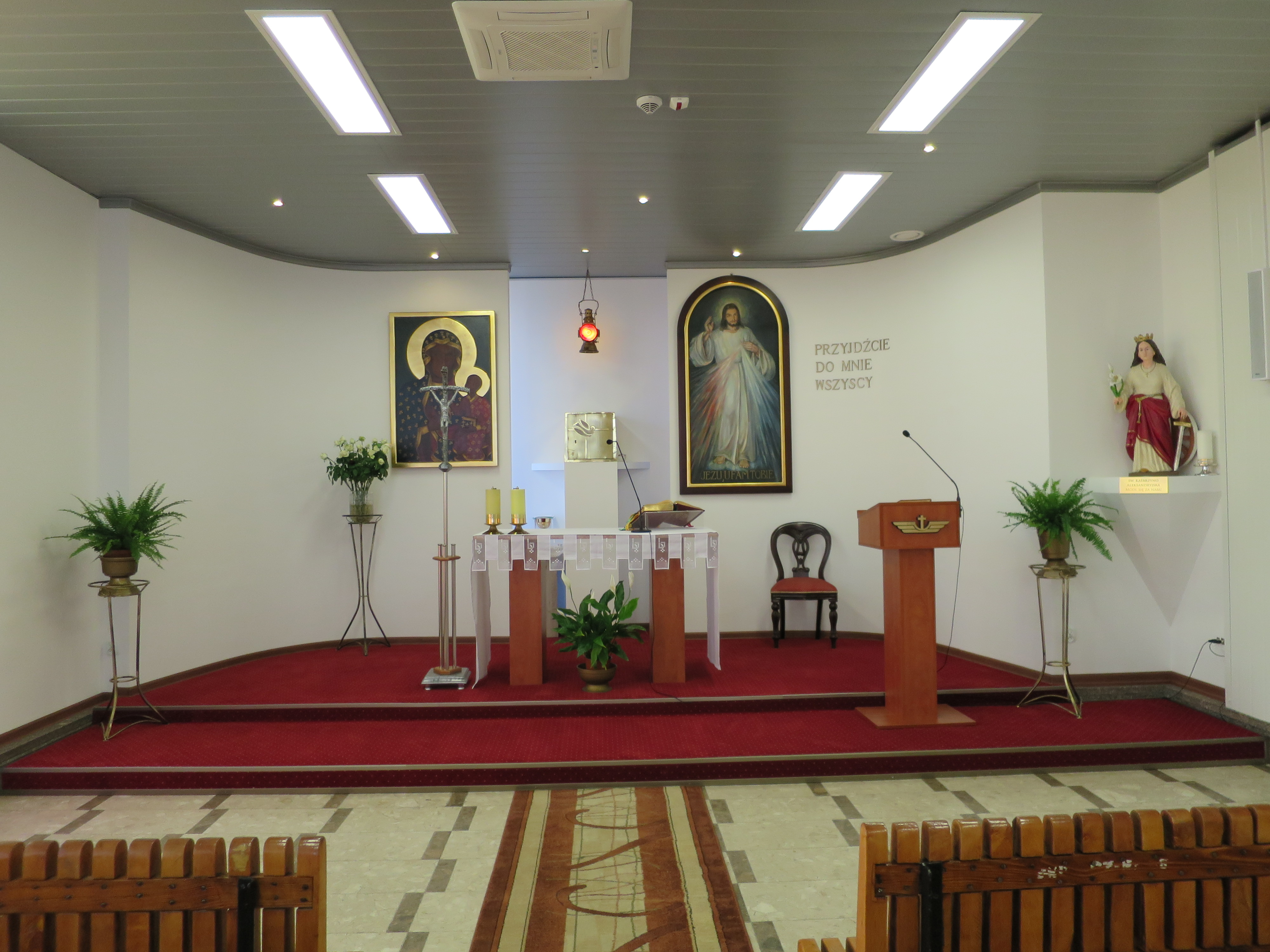
Kaplica dworcowa
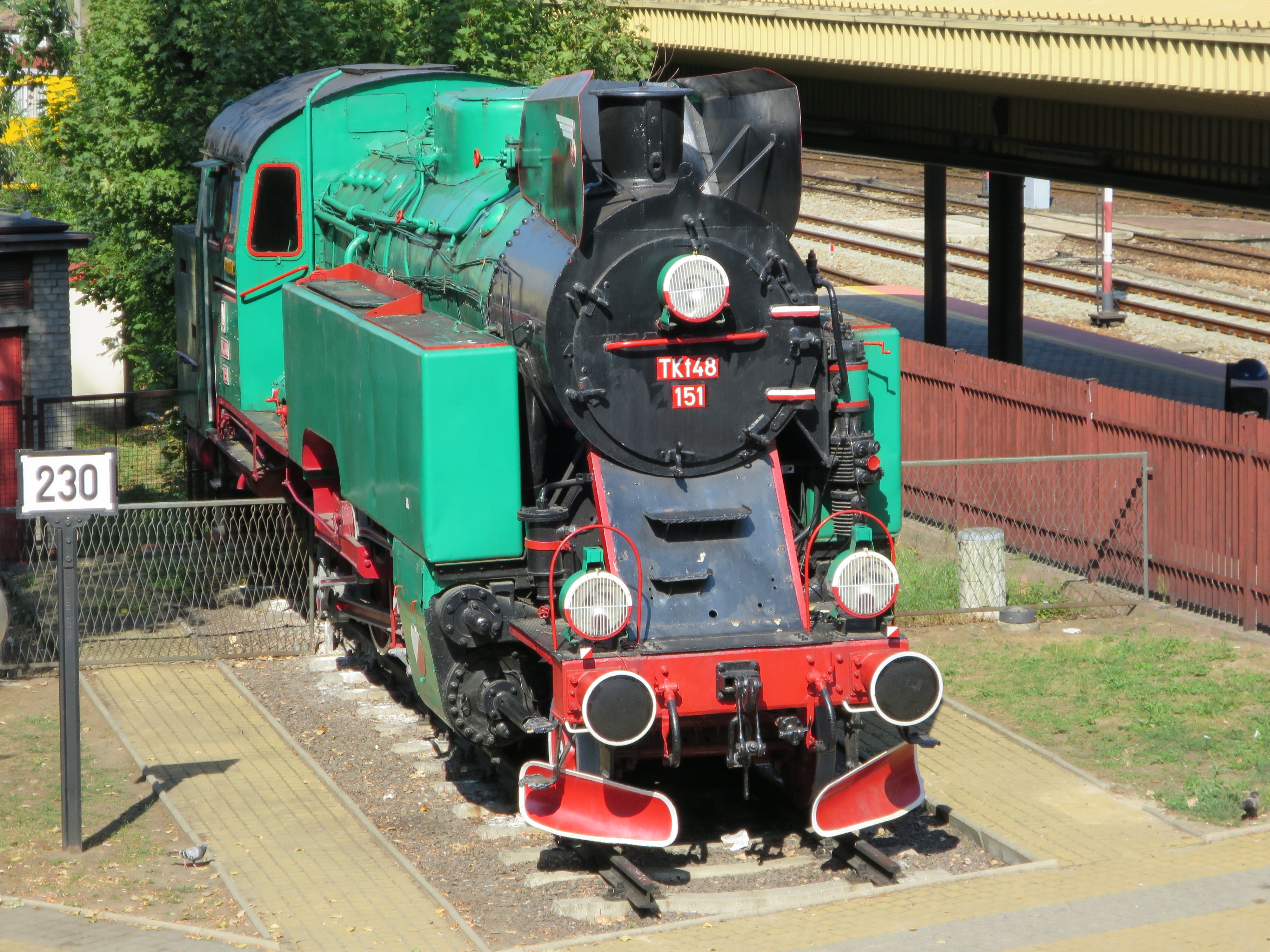
Pomnik parowozu TKt48-151